# Johan Adolph Leven
Johan Adolph Leven (Lével, Léwen), född 1751 eller 1752 i Uppsala, död 29 mars 1809 i Uddevalla. Naturlig son till akademistallmästaren Johan Lewin Eklund och Anna Elisabet Wetterström.
Medicine doktor och ledamot av Collegium Medicum 1775, kunglig hovmedikus 1881. 1782 medlem i frimurarelogen S:t Erik i Stockholm. Utnämndes till provinsialläkare i Uddevalla 1787 och blev kort därefter stadsfysikus i samma stad. Dog av fältfeber 1809.